# Kilfoyle-Nunatakker
Die Kilfoyle-Nunatakker sind zwei Nunatakker im ostantarktischen Mac-Robertson-Land. In der Aramis Range der Prince Charles Mountains ragen sie 2,5 km südwestlich des Mount Dowie auf.
Luftaufnahmen der Australian National Antarctic Research Expeditions dienten ihrer Kartierung. Das Antarctic Names Committee of Australia benannte sie nach Brian P. Kilfoyle, Physiker auf der Mawson-Station im Jahr 1966.